# Mýrasýsla

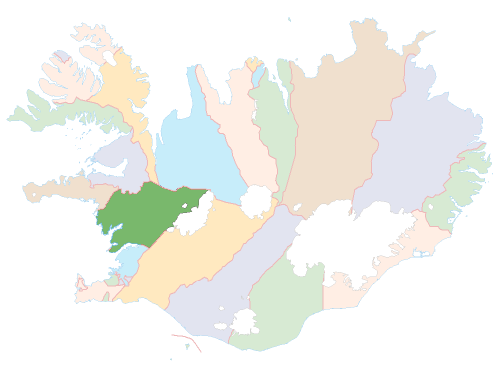
Carte de localisation de Mýrasýsla

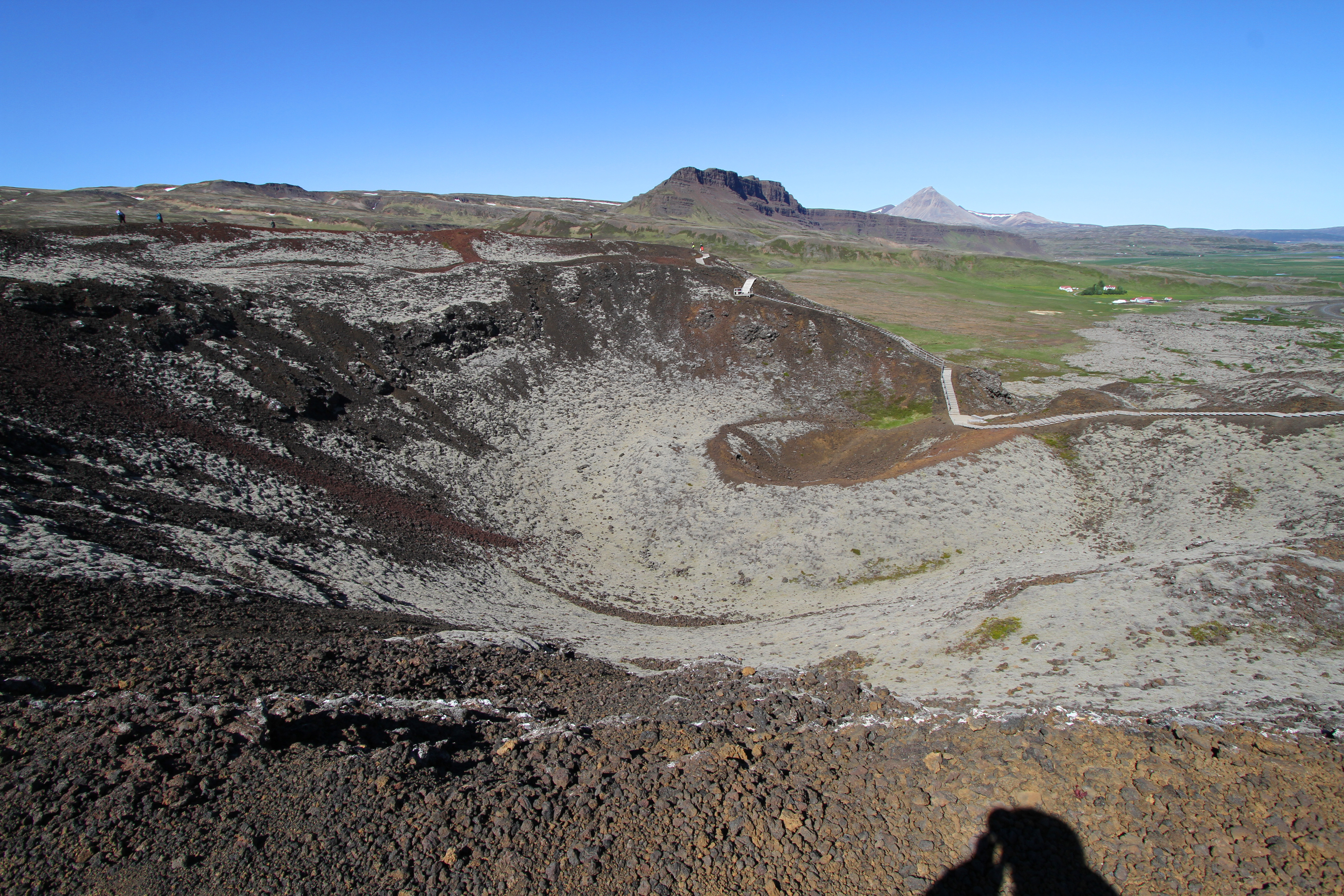
Vue de Grabrokargigar

Mýrasýsla est un comté islandais, situé dans la région de Vesturland. Ce comté a une superficie de 3 270 km2.